# مايك كينسلا
مايك كينسلا (بالإنجليزية: Mike Kinsella)‏ هو موسيقي أمريكي، ولد في 4 مارس 1977 في شيكاغو في الولايات المتحدة.

## وصلات خارجية
- مايك كينسلا على موقع ميوزك برينز (الإنجليزية)
- مايك كينسلا على موقع ديسكوغز (الإنجليزية)